# Corxera

Dues corxeres i un silenci de corxera.

Una corxera (del francès crochée per la mitjanceria del castellà corchea, si bé en francès actual rep el nom de croche, derivat de l'adjectiu, que significa corbat en forma de croc o ganxo, per la forma de cueta que té) és, en música, una figura que equival a 1/8 del valor de la figura rodona, o a la meitat (1/2) del valor de la figura negra. A Itàlia se'n diu croma (antigament fusa), al Regne Unit i el Canadà quaver ('so trèmul'), i als Estats Units eighth note ('vuitè de nota').
Com totes les figures musicals, la corxera també té un silenci equivalent que s'anomena silenci de corxera.
En la música vocal les figures s'escriuen de manera separada o agafades indicant, respectivament, si corresponen a síl·labes diferents o a la mateixa síl·laba.
Després de la corxera, trobem la semicorxera, la fusa i la semifusa. Cadascuna equival a la meitat de la figura anterior.